# Estudo em Casa
Estudo em Casa - estilizado como #EstudoEmCasa e informalmente também referido como Telescola - é um programa televisivo decorrente de uma parceria entre o Ministério da Educação e a RTP, criada em resposta à pandemia de COVID-19 para mitigar os efeitos da interrupção das atividades letivas. O programa carateriza-se como um "conjunto complementar de recursos  para o Ensino Básico com conteúdos organizados para diferentes anos de escolaridade."
O Estudo em Casa tem características muito semelhantes às do antigo programa de ensino mediatizado Telescola (1966-2004), sendo por isso frequentemente referido informalmente pela mesma designação daquele.
"O projeto Estudo Em Casa nasce de uma parceria entre o Ministério da Educação e a RTP, no sentido de produzir conteúdos televisivos que servirão de complemento ao ensino à distância que se verifica obrigatório no momento que vivemos."

## #EstudoEmCasa - Novidades
Numa conferência de imprensa, o Ministro da Educação lançou algumas novidades relativas ao #EstudoEmCasa, que complementariam o programa implementado no ano letivo de 2019/2020:
1. As aulas agora incluem o Ensino Secundário;
2. Este projeto vai continuar na RTP Memória até ao final do ano letivo;
3. Irá haver um bloco para organização de trabalho autónomo;
4. Segundo o calendário apresentado pelo ministro, haverá “a reposição de um conjunto de blocos pedagógicos do ano passado” na RTP Memória durante o mês de setembro para este “primeiro período de recuperação e consolidação de aprendizagens”.
5. Em Outubro haverá novas transmissões e novas aulas.
6. Os blocos do 1º e 2º ano serão separados, por isso haverá aulas só para o 1º e aulas só para o 2º (nunca em conjunto como acontecia.)
7. Irão existir novos projetos com a “#”, e hoje foi lançado um vídeo sobre o “#EscolaEmSegurança”.

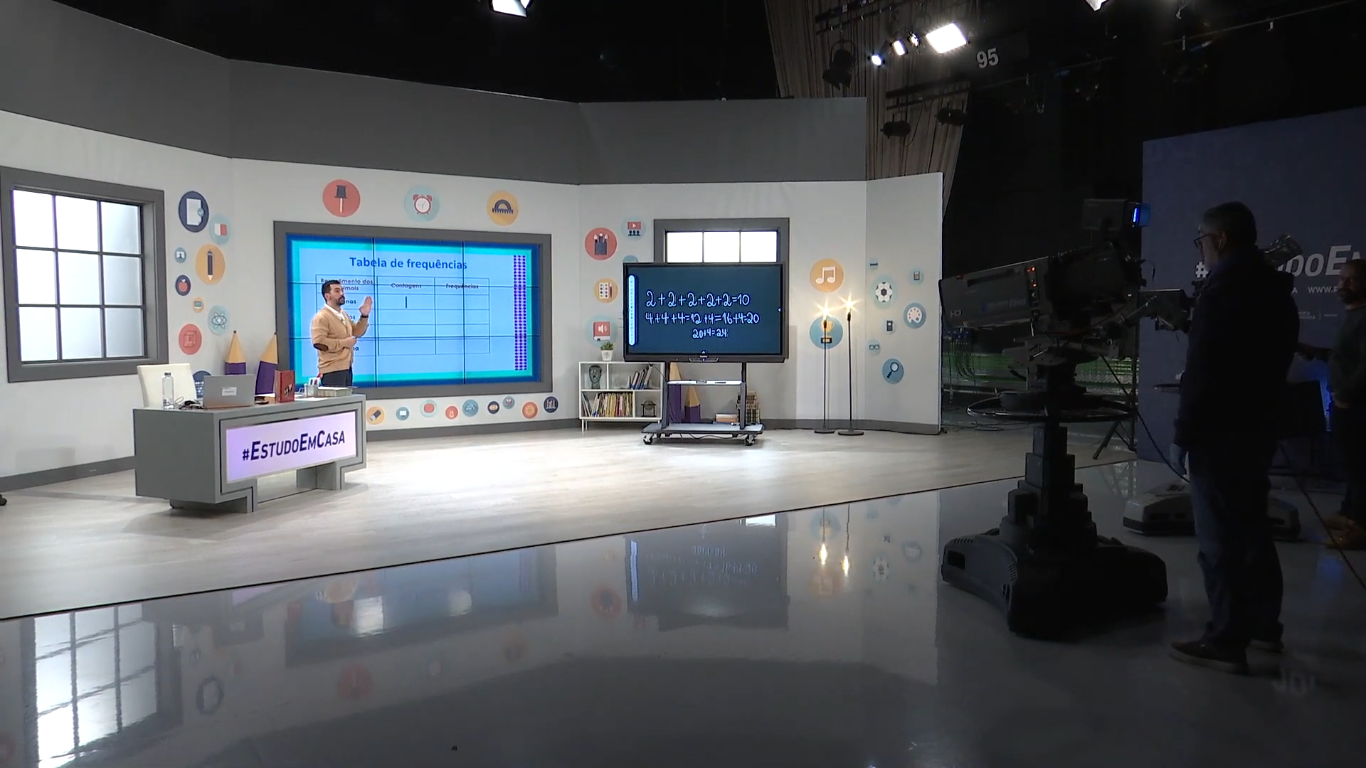
Gravação de um episódio de Estudo em Casa em 2020

Em conferência de imprensa, Tiago Brandão Rodrigues, ministro da Educação, justificou que “agora o 1.º e o 2.º anos de escolaridade não estarão naturalmente associados, porque têm outro tipo de vicissitudes e necessidades”. 
"Agora o que temos são blocos pedagógicos temáticos. E cada tema poderá ter mais do que um bloco. Imaginemos ‘Matemática e Equações do Primeiro Grau’, que poderá ter um, dois ou três blocos, que poderão ser entendidos e trabalhados individualmente, ou entendidos e trabalhados sequencialmente”, acrescentou o ministro da Educação.
Na mesma iniciativa, Gonçalo Reis, presidente executivo da RTP, considerou que “o #EstudoEmCasa é serviço público em estado puro”. É “um projeto interessante que merece ser continuado, aprimorado e reforçado”, destacou, em declarações transmitidas pela RTP 3.
“Independentemente de preservarmos o ensino presencial, é para nós importante valorizarmos o #EstudoEmCasa, este estudo em casa para o qual trabalhámos no último ano”, disse Tiago Brandão Rodrigues. Os conteúdos televisivos poderão não só para quem “estiver em casa e tiver de seguir estes blocos”, como também servirão como “um recurso para todos aqueles que no futuro queiram aceder a um conjunto de blocos pedagógicos” e até como ferramenta pedagógica para os professores em ensino presencial, defendeu o governante, que disse querer que estes conteúdos sejam “perenes no tempo”.

## Conteúdos
O programa está dividido de forma a cobrir conteúdos de diferentes áreas, em função dos anos de escolaridade abrangidos, a saber:
|                                             | 1.º e 2.º anos | 3.º e 4.º anos | 5.º e 6.º anos | 7.º e 8.º anos | 9.º ano |
| ------------------------------------------- | -------------- | -------------- | -------------- | -------------- | ------- |
| Matemática                                  | ✅             | ✅             | ✅             | ✅             | ✅      |
| Português                                   | ✅             | ✅             | ✅             | ✅             | ✅      |
| Português — Língua não Materna (Iniciação)  | ✅             | ✅             | ✅             | ✅             | ✅      |
| Educação Artística                          | ✅             | ✅             | ✅             | ✅             | ✅      |
| Estudo do Meio                              | ✅             | ✅             | ❌             | ❌             | ❌      |
| Estudo do Meio e Cidadania                  | ✅             | ✅             | ❌             | ❌             | ❌      |
| Hora da Leitura                             | ✅             | ✅             | ❌             | ❌             | ❌      |
| Português — Língua não Materna (Intermédio) | ✅             | ✅             | ✅             | ❌             | ❌      |
| Educação Física                             | ✅             | ✅             | ✅             | ✅             | ✅      |
| Inglês                                      | ❌             | ✅             | ✅             | ✅             | ✅      |
| Ciências Naturais                           | ❌             | ❌             | ✅             | ✅             | ❌      |
| Ciências Naturais e Cidadania               | ❌             | ❌             | ✅             | ❌             | ❌      |
| História e Geografia de Portugal            | ❌             | ❌             | ✅             | ❌             | ❌      |
| Oficina de Escrita                          | ❌             | ❌             | ✅             | ❌             | ❌      |
| Alemão                                      | ❌             | ❌             | ❌             | ✅             | ✅      |
| Espanhol                                    | ❌             | ❌             | ❌             | ✅             | ✅      |
| Francês                                     | ❌             | ❌             | ❌             | ✅             | ✅      |
| Escrita                                     | ❌             | ❌             | ❌             | ✅             | ✅      |
| Geografia e Cidadania                       | ❌             | ❌             | ❌             | ✅             | ✅      |
| História e Cidadania                        | ❌             | ❌             | ❌             | ✅             | ❌      |
| Leitura e Literatura                        | ❌             | ❌             | ❌             | ✅             | ✅      |
| Físico-Química                              | ❌             | ❌             | ❌             | ✅             | ❌      |
| Ciências Naturais e Físico-Química          | ❌             | ❌             | ❌             | ❌             | ✅      |
| História                                    | ❌             | ❌             | ❌             | ❌             | ✅      |
| Total                                       | 9              | 10             | 11             | 13             | 12      |

## Horários
A RTP, estação emissora, disponibiliza no seu website uma página com os horários, bem como um documento de resumo.

## Mensagem especial do Presidente da República
No dia 15 de Junho de 2020, o Presidente da República, Marcelo Rebelo de Sousa, deu uma aula de Cidadania, onde explicou as 10 lições a tirar da Pandemia de COVID-19 . Foram elas, resumidamente:
1. A coisa mais importante é a vida e a saúde;
2. Quando a vacina ou os medicamentos que curem os doentes de Covid-19 chegar, eles deverão chegar de forma equitativa a todas as pessoas do planeta;
3. Houve países "egoístas" que rumaram cada um para o seu lado. A União Europeia percebeu tarde a forma como reagir à pandemia, mas mesmo assim foi menos "egoísta" que vários países;
4. O vírus pega-se com muita facilidade. Enquanto uns estão em quarentena ou em teletrabalho, outros (médicos, polícias, homens do lixo, ...) estão a trabalhar na rua;
5. O vírus ataca toda a gente, mas em especial os mais idosos e os doentes (doenças coronárias, de pulmões, cancros, ...). Apelo aos jovens para que não se achem "eternos" e que protejam então os mais frágeis;
6. O vírus ataca também de forma especialmente as pessoas pobres (pessoas sem-abrigo, em casas sem condições, em camaratas, ...);
7. Os emigrantes portugueses viram as suas visitas aos familiares residentes em Portugal proibidas nas Férias da Páscoa, e sacrificaram-se. Isto poderá acontecer também nas de Verão;
8. As crianças passaram largas semanas em casa fechadas, com os irmãos, pais e avós, de forma inédita. Porém, estiveram distante de outros familiares e amigos - uma "irritação", uma "guerra". Sensação única e inesquecível.
9. O Presidente já tinha vivido outras epidemias, mas nada assim tão mau e duradouro. Nunca se estudou tanto pela Internet, pela televisão. Marcelo Rebelo de Sousa aprendeu a valorizar as pequenas coisas (estar com um amigo, ir à praia, etc.) e caminhou "quilómetros" pelo Palácio de Belém, passando a conhecer todos os "cantos" do edifício, que é a residência oficial do Presidente. "O que parece pequeno torna-se enorme." "Por vezes chamamos a isso saudade, mas se não for saudade é vontade de encontrar."
10. A grande aula da vida destas crianças e jovens foi "viver o que viveram"